# Parvistellites
Parvistellites es un género de foraminífero bentónico considerado un sinónimo posterior de Pseudastrorhiza de la subfamilia Psammosphaerinae, de la familia Psammosphaeridae, de la superfamilia Psammosphaeridae, del Suborden Saccamminina y del orden Astrorhizida. Su especie tipo era Parvistellites hospitalis. Su rango cronoestratigráfico abarcaba el Silúrico.

## Discusión
Clasificaciones previas incluían Parvistellites en la Superfamilia Astrorhizoidea, así como en el Suborden Textulariina y/o Orden Textulariida.

## Clasificación
Parvistellites incluye a las siguientes especies:
- Parvistellites hospitalis †